# Copa América Centenário – Fase final
A fase final da Copa América Centenário será disputada entre 16 de junho até a final, em 26 de junho. Um total de oito equipes compõem esta fase.

## Equipes
As duas melhores equipes colocadas de cada um dos quatro grupos, se classificaram para esta fase.
| Grupo | Primeiros colocados | Segundos colocados |
| ----- | ------------------- | ------------------ |
| A     | Estados Unidos      | Colômbia           |
| B     | Peru                | Equador            |
| C     | México              | Venezuela          |
| D     | Argentina           | Chile              |

## Esquema
|  | Quartas de final              | Quartas de final      |                               |          | Semifinais     | Semifinais     |  |  | Final                  | Final |
|  |                               |                       |                               |          |                |                |  |  |                        |       |
|  | 16 de junho – Seattle         |                       |                               |          |                |                |  |  |                        |       |
|  |                               |                       |                               |          |                |                |  |  |                        |       |
|  | Estados Unidos                | 2                     |                               |          |                |                |  |  |                        |       |
|  | Estados Unidos                | 2                     | 21 de junho – Houston         |          |                |                |  |  |                        |       |
|  | Equador                       | 1                     |                               |          |                |                |  |  |                        |       |
|  | Equador                       | 1                     | Estados Unidos                | 0        |                |                |  |  |                        |       |
|  | 18 de junho – Foxborough      |                       | Estados Unidos                | 0        |                |                |  |  |                        |       |
|  |                               | Argentina             | 4                             |          |                |                |  |  |                        |       |
|  | Argentina                     | Argentina             | 4                             | 4        |                |                |  |  |                        |       |
|  | Argentina                     |                       | 26 de junho – East Rutherford | 4        |                |                |  |  |                        |       |
|  | Venezuela                     | 1                     |                               |          |                |                |  |  |                        |       |
|  | Venezuela                     | 1                     | Argentina                     | 0 (2)    |                |                |  |  |                        |       |
|  | 17 de junho – East Rutherford |                       | Argentina                     | 0 (2)    |                |                |  |  |                        |       |
|  |                               | Chile (pen)           | 0 (4)                         |          |                |                |  |  |                        |       |
|  | Peru                          | Chile (pen)           | 0 (4)                         | 0 (2)    |                |                |  |  |                        |       |
|  | Peru                          | 22 de junho – Chicago |                               | 0 (2)    |                |                |  |  |                        |       |
|  | Colômbia (pen)                | 0 (4)                 |                               |          |                |                |  |  |                        |       |
|  | Colômbia (pen)                | 0 (4)                 | Colômbia                      | 0        | Terceiro lugar | Terceiro lugar |  |  |                        |       |
|  | 18 de junho – Santa Clara     |                       | Colômbia                      | 0        | Terceiro lugar | Terceiro lugar |  |  |                        |       |
|  |                               | Chile                 | 2                             |          |                |                |  |  |                        |       |
|  | México                        | Chile                 | 2                             | 0        | Estados Unidos | 0              |  |  |                        |       |
|  | México                        |                       |                               | 0        | Estados Unidos | 0              |  |  |                        |       |
|  | Chile                         | 7                     |                               | Colômbia | 1              |                |  |  |                        |       |
|  | Chile                         | 7                     |                               |          | 1              |                |  |  |                        |       |
|  |                               |                       |                               |          |                |                |  |  | 25 de junho – Glendale |       |
|  |                               |                       |                               |          |                |                |  |  |                        |       |

## Quartas de final

### Estados Unidos vs Equador
| 16 de junho   | Estados Unidos           | 2 – 1             | Equador    | CenturyLink Field, Seattle                 |
| 21:30 (UTC−4) | Dempsey 21' · Zardes 64' | CONMEBOL CONCACAF | Arroyo 73' | Público: 47 322 Árbitro: COL Wilmar Roldán |

| Cores do Time · Cores do Time · Cores do Time · Cores do Time · Cores do Time | EUA | Equador | Cores do Time · Cores do Time · Cores do Time · Cores do Time · Cores do Time |

| ESTADOS UNIDOS:  |    |                  |     |       |
|                  |    |                  |     |       |
| G                | 1  | Brad Guzan       | 84' |       |
| LD               | 5  | Matt Besler      |     |       |
| Z                | 20 | Geoff Cameron    |     |       |
| Z                | 6  | John Brooks      |     |       |
| LE               | 23 | Fabian Johnson   |     |       |
| M                | 11 | Alejandro Bedoya | 73' | 81'   |
| M                | 4  | Michael Bradley  |     |       |
| M                | 13 | Jermaine Jones   | 52' |       |
| A                | 9  | Gyasi Zardes     |     | 90+4' |
| A                | 8  | Clint Dempsey    |     | 75'   |
| A                | 7  | Bobby Wood       | 53' |       |
| Substituições:   |    |                  |     |       |
| M                | 15 | Kyle Beckerman   |     | 75'   |
| M                | 19 | Graham Zusi      |     | 81'   |
| Z                | 3  | Steve Birnbaum   |     | 90+4' |
| Treinador:       |    |                  |     |       |
| Jürgen Klinsmann |    |                  |     |       |

| EQUADOR:              |    |                     |          |     |
|                       |    |                     |          |     |
| G                     | 22 | Alexander Domínguez |          |     |
| LD                    | 4  | Juan Carlos Paredes | 64'      | 82' |
| Z                     | 2  | Arturo Mina         |          |     |
| Z                     | 3  | Frickson Erazo      |          |     |
| LE                    | 10 | Walter Ayoví        |          |     |
| M                     | 18 | Carlos Gruezo       |          | 72' |
| M                     | 6  | Christian Noboa     |          | 62' |
| A                     | 16 | Antonio Valencia    | 37', 52' |     |
| M                     | 11 | Michael Arroyo      |          |     |
| A                     | 7  | Jefferson Montero   |          |     |
| A                     | 13 | Enner Valencia      |          |     |
| Substituições:        |    |                     |          |     |
| M                     | 8  | Fernando Gaibor     |          | 62' |
| Z                     | 5  | Cristian Ramírez    |          | 72' |
| A                     | 17 | Jaime Ayoví         |          | 82' |
| Treinador:            |    |                     |          |     |
| Gustavo Quinteros 90' |    |                     |          |     |

| Homem do Jogo: Clint Dempsey Bandeirinhas: Alexander Guzmán Wilmar Navarro Quarto árbitro: Wilton Pereira Sampaio Quinto árbitro: Juan Pablo Montaño |

### Peru vs Colômbia
| 17 de junho   | Peru | 0 – 0 | Colômbia | MetLife Stadium, East Rutherford              |
| 20:00 (UTC−4) |      |       |          | Público: 79 194 Árbitro: ARG Patricio Loustau |

|                            |       | Penalidades                        |  |
| Ruidíaz Tapia Trauco Cueva | 2 – 4 | Rodríguez Cuadrado D. Moreno Pérez |  |

| Cores do Time · Cores do Time · Cores do Time · Cores do Time · Cores do Time | Peru | Colômbia | Cores do Time · Cores do Time · Cores do Time · Cores do Time · Cores do Time |

| PERU:          |    |                    |     |     |
|                |    |                    |     |     |
| G              | 1  | Pedro Gallese      |     |     |
| LD             | 3  | Aldo Corzo         |     |     |
| Z              | 2  | Alberto Rodríguez  |     |     |
| Z              | 15 | Christian Ramos    |     |     |
| LE             | 6  | Miguel Trauco      |     |     |
| M              | 16 | Óscar Vílchez      |     |     |
| M              | 13 | Renato Tapia       | 63' |     |
| A              | 8  | Andy Polo          |     | 81' |
| M              | 10 | Christian Cueva    |     |     |
| A              | 20 | Edison Flores      |     | 77' |
| A              | 9  | Paolo Guerrero     |     |     |
| Substituições: |    |                    |     |     |
| A              | 11 | Raúl Ruidíaz       |     | 77' |
| M              | 18 | Cristian Benavente |     | 81' |
| Treinador:     |    |                    |     |     |
| Ricardo Gareca |    |                    |     |     |

| COLÔMBIA:      |    |                         |     |       |
|                |    |                         |     |       |
| G              | 1  | David Ospina            |     |       |
| LD             | 4  | Santiago Arias          |     |       |
| Z              | 2  | Cristián Zapata         | 66' |       |
| Z              | 22 | Jeison Murillo          |     |       |
| LE             | 19 | Farid Díaz              | 70' | 90+1' |
| M              | 6  | Carlos Sánchez          |     |       |
| M              | 16 | Daniel Torres           |     | 80'   |
| M              | 11 | Juan Guillermo Cuadrado |     |       |
| M              | 10 | James Rodríguez         |     |       |
| M              | 8  | Edwin Cardona           |     | 76'   |
| A              | 7  | Carlos Bacca            |     |       |
| Substituições: |    |                         |     |       |
| A              | 17 | Dayro Moreno            |     | 76'   |
| M              | 13 | Sebastián Pérez         |     | 80'   |
| Z              | 18 | Frank Fabra             |     | 90+1' |
| Treinador:     |    |                         |     |       |
| José Pékerman  |    |                         |     |       |

| Homem do Jogo: David Ospina Bandeirinhas: Ezequiel Brailovsky Ariel Scime Quarto árbitro: Mark Geiger Quinto árbitro: Charles Morgante |

### Argentina vs Venezuela
| 18 de junho   | Argentina                                | 4 – 1 | Venezuela  | Gillette Stadium, Foxborough                |
| 19:00 (UTC−4) | Higuaín 8', 28' · Messi 60' · Lamela 71' |       | Rondón 70' | Público: 59 183 Árbitro: MEX Roberto García |

| Cores do Time · Cores do Time · Cores do Time · Cores do Time · Cores do Time | Argentina | Venezuela | Cores do Time · Cores do Time · Cores do Time · Cores do Time · Cores do Time |

| ARGENTINA:      |    |                   |     |     |
|                 |    |                   |     |     |
| G               | 1  | Sergio Romero     |     |     |
| LD              | 4  | Gabriel Mercado   |     |     |
| Z               | 17 | Nicolás Otamendi  |     |     |
| Z               | 13 | Ramiro Funes Mori |     |     |
| LE              | 16 | Marcos Rojo       |     |     |
| M               | 8  | Augusto Fernández |     |     |
| M               | 14 | Javier Mascherano |     |     |
| M               | 19 | Éver Banega       |     | 80' |
| A               | 10 | Lionel Messi      |     |     |
| A               | 9  | Gonzalo Higuaín   |     | 74' |
| A               | 20 | Nicolás Gaitán    | 27' | 67' |
| Substituições:  |    |                   |     |     |
| M               | 18 | Erik Lamela       |     | 67' |
| A               | 11 | Sergio Agüero     |     | 74' |
| M               | 6  | Lucas Biglia      |     | 80' |
| Treinador:      |    |                   |     |     |
| Gerardo Martino |    |                   |     |     |

| VENEZUELA:     |    |                       |     |     |
|                |    |                       |     |     |
| G              | 12 | Dani Hernández        |     |     |
| LD             | 21 | Alexander González    |     |     |
| Z              | 2  | Wilker Ángel          | 52' |     |
| Z              | 4  | Oswaldo Vizcarrondo   |     |     |
| LE             | 20 | Rolf Feltscher        |     |     |
| M              | 15 | Alejandro Guerra      |     |     |
| M              | 8  | Tomás Rincón          |     | 85' |
| M              | 5  | Arquímedes Figuera    | 63' |     |
| M              | 13 | Luis Manuel Seijas    | 4'  | 55' |
| A              | 9  | Salomón Rondón        | 77' |     |
| A              | 17 | Josef Martínez        |     | 80' |
| Substituições: |    |                       |     |     |
| M              | 11 | Juanpi                |     | 55' |
| A              | 7  | Yonathan Del Valle    |     | 80' |
| Z              | 6  | José Manuel Velázquez |     | 85' |
| Treinador:     |    |                       |     |     |
| Rafael Dudamel |    |                       |     |     |

| Homem do jogo: Lionel Messi Bandeirinhas: José Luis Camargo Alberto Morín Quarto Árbitro: Ricardo Montero Quinto Árbitro: Christian Ramírez |

### México vs Chile
| 18 de junho   | México | 0 – 7 | Chile                                                   | Levi's Stadium, Santa Clara              |
| 22:00 (UTC−4) |        |       | Puch 16', 88' · Vargas 44', 52', 57', 74' · Sánchez 49' | Público: 70 547 Árbitro: BRA Héber Lopes |

| Cores do Time · Cores do Time · Cores do Time · Cores do Time · Cores do Time | México | Chile | Cores do Time · Cores do Time · Cores do Time · Cores do Time · Cores do Time |

| G                  | 13 | Guillermo Ochoa     |     |     |
| LD                 | 22 | Paul Aguilar        |     |     |
| Z                  | 2  | Néstor Araujo       |     |     |
| Z                  | 15 | Héctor Moreno       |     |     |
| LE                 | 7  | Miguel Layún        | 64' |     |
| M                  | 20 | Jesús Dueñas        |     | 46' |
| M                  | 16 | Héctor Herrera      |     |     |
| M                  | 18 | Andrés Guardado     | 59' |     |
| A                  | 8  | Hirving Lozano      |     | 46' |
| A                  | 10 | Jesús Manuel Corona |     | 61' |
| A                  | 14 | Javier Hernández    |     |     |
| Substituições:     |    |                     |     |     |
| A                  | 9  | Raúl Jiménez        |     | 46' |
| M                  | 21 | Carlos Peña         |     | 46' |
| Z                  | 5  | Diego Reyes         |     | 61' |
| Treinador:         |    |                     |     |     |
| Juan Carlos Osorio |    |                     |     |     |

| G                  | 1  | Claudio Bravo         |     |     |
| LD                 | 6  | José Pedro Fuenzalida |     |     |
| Z                  | 17 | Gary Medel            |     | 60' |
| Z                  | 18 | Gonzalo Jara          |     |     |
| LE                 | 15 | Jean Beausejour       |     | 73' |
| M                  | 20 | Charles Aránguiz      |     |     |
| M                  | 8  | Arturo Vidal          | 39' |     |
| M                  | 21 | Marcelo Díaz          |     | 57' |
| A                  | 22 | Edson Puch            |     |     |
| A                  | 7  | Alexis Sánchez        |     |     |
| A                  | 11 | Eduardo Vargas        |     |     |
| Substituições:     |    |                       |     |     |
| M                  | 5  | Francisco Silva       |     | 57' |
| Z                  | 3  | Enzo Roco             |     | 60' |
| A                  | 14 | Mark González         |     | 73' |
| Treinador:         |    |                       |     |     |
| Juan Antonio Pizzi |    |                       |     |     |

| Homem do Jogo: Eduardo Vargas Bandeirinhas: Kléber Lúcio Gil Bruno Boschilia Quarto Árbitro: José Argote Quinto Árbitro: Luis Sánchez |

## Semifinal

### Estados Unidos vs Argentina
| 21 de junho   | Estados Unidos | 0 – 4             | Argentina                                 | NRG Stadium, Houston                         |
| 21:00 (UTC−4) |                | CONMEBOL CONCACAF | Lavezzi 3' · Messi 32' · Higuaín 50', 86' | Público: 70 858 Árbitro: PAR Enrique Cáceres |

| Cores do Time · Cores do Time · Cores do Time · Cores do Time · Cores do Time | EUA | Argentina | Cores do Time · Cores do Time · Cores do Time · Cores do Time · Cores do Time |

| G                | 1  | Brad Guzan        |     |     |
| LD               | 2  | DeAndre Yedlin    |     |     |
| Z                | 20 | Geoff Cameron     |     |     |
| Z                | 6  | John Brooks       |     |     |
| LE               | 23 | Fabian Johnson    |     |     |
| M                | 15 | Kyle Beckerman    |     | 60' |
| M                | 4  | Michael Bradley   |     |     |
| M                | 19 | Graham Zusi       |     |     |
| A                | 9  | Gyasi Zardes      |     |     |
| A                | 8  | Clint Dempsey     |     | 78' |
| A                | 18 | Chris Wondolowski | 31' | 46' |
| Substituições:   |    |                   |     |     |
| A                | 17 | Christian Pulišić |     | 46' |
| Z                | 3  | Steve Birnbaum    |     | 60' |
| M                | 10 | Darlington Nagbe  |     | 78' |
| Treinador:       |    |                   |     |     |
| Jürgen Klinsmann |    |                   |     |     |

| G               | 1  | Sergio Romero     |  |     |
| LD              | 4  | Gabriel Mercado   |  |     |
| Z               | 17 | Nicolás Otamendi  |  |     |
| Z               | 13 | Ramiro Funes Mori |  |     |
| LE              | 16 | Marcos Rojo       |  | 84' |
| M               | 8  | Augusto Fernández |  | 59' |
| M               | 14 | Javier Mascherano |  |     |
| M               | 19 | Éver Banega       |  |     |
| A               | 10 | Lionel Messi      |  |     |
| A               | 9  | Gonzalo Higuaín   |  |     |
| A               | 22 | Ezequiel Lavezzi  |  | 67' |
| Substituições:  |    |                   |  |     |
| M               | 6  | Lucas Biglia      |  | 59' |
| M               | 18 | Érik Lamela       |  | 67' |
| Z               | 15 | Víctor Cuesta     |  | 84' |
| Treinador:      |    |                   |  |     |
| Gerardo Martino |    |                   |  |     |

| Homem do jogo: Lionel Messi Bandeirinhas: Eduardo Cardozo Milciades Saldívar Quarto Árbitro: Roddy Zambrano Quinto Árbitro: Luis Vera |

### Colômbia vs Chile
| 22 de junho   | Colômbia | 0 – 2             | Chile                        | Soldier Field, Chicago                    |
| 20:00 (UTC−4) |          | CONMEBOL CONCACAF | Aránguiz 7' · Fuenzalida 11' | Público: 55 423 Árbitro: ESA Joel Aguilar |

| Cores do Time · Cores do Time · Cores do Time · Cores do Time · Cores do Time | Colômbia | Chile | Cores do Time · Cores do Time · Cores do Time · Cores do Time · Cores do Time |

| G              | 1  | David Ospina            |          |     |
| LD             | 4  | Santiago Arias          |          |     |
| Z              | 2  | Cristián Zapata         |          |     |
| Z              | 22 | Jeison Murillo          |          |     |
| LE             | 18 | Frank Fabra             |          | 73' |
| M              | 6  | Carlos Sánchez          | 41', 57' |     |
| M              | 16 | Daniel Torres           |          |     |
| M              | 11 | Juan Guillermo Cuadrado |          | 80' |
| M              | 10 | James Rodríguez         | 90'      |     |
| M              | 8  | Edwin Cardona           |          | 46' |
| A              | 9  | Roger Martínez          |          |     |
| Substituições: |    |                         |          |     |
| A              | 21 | Marlos Moreno           |          | 46' |
| M              | 13 | Sebastián Pérez         |          | 73' |
| A              | 7  | Carlos Bacca            | 89'      | 80' |
| Treinador:     |    |                         |          |     |
| José Pékerman  |    |                         |          |     |

| G                  | 1  | Claudio Bravo         | 39'   |     |
| LD                 | 4  | Mauricio Isla         |       |     |
| Z                  | 17 | Gary Medel            |       |     |
| Z                  | 18 | Gonzalo Jara          |       |     |
| LE                 | 15 | Jean Beausejour       | 65'   |     |
| M                  | 20 | Charles Aránguiz      |       |     |
| M                  | 5  | Francisco Silva       | 85'   |     |
| M                  | 10 | Pablo Hernández       |       | 30' |
| A                  | 6  | José Pedro Fuenzalida |       | 75' |
| A                  | 11 | Eduardo Vargas        |       | 88' |
| A                  | 7  | Alexis Sánchez        | 45+3' |     |
| Substituições:     |    |                       |       |     |
| M                  | 13 | Erick Pulgar          |       | 30' |
| A                  | 22 | Edson Puch            | 78'   | 75' |
| A                  | 14 | Mark González         |       | 88' |
| Treinador:         |    |                       |       |     |
| Juan Antonio Pizzi |    |                       |       |     |

| Homem do juogo: Charles Aránguiz Bandeirinhas: Juan Zumba William Torres Quarto Árbitro: José Argote Quinto Árbitro: Luis Murillo |

## Disputa pelo terceiro lugar
| 25 de junho   | Estados Unidos | 0 – 1             | Colômbia  | University of Phoenix Stadium, Glendale |
| 20:00 (UTC−4) |                | CONMEBOL CONCACAF | 30' Bacca | Árbitro: URU Daniel Fedorczuk           |

| Cores do Time · Cores do Time · Cores do Time · Cores do Time · Cores do Time | EUA | Colômbia | Cores do Time · Cores do Time · Cores do Time · Cores do Time · Cores do Time |

| G                | 12 | Tim Howard        |           |     |
| LD               | 2  | DeAndre Yedlin    |           |     |
| Z                | 14 | Michael Orozco    | 87' 90+2' |     |
| Z                | 20 | Geoff Cameron     |           |     |
| LE               | 5  | Matt Besler       | 21'       |     |
| M                | 4  | Michael Bradley   |           | 78' |
| M                | 13 | Jermaine Jones    | 40'       |     |
| M                | 11 | Alejandro Bedoya  |           | 73' |
| A                | 9  | Gyasi Zardes      |           |     |
| A                | 8  | Clint Dempsey     |           |     |
| A                | 7  | Bobby Wood        |           |     |
| Substituições:   |    |                   |           |     |
| A                | 17 | Christian Pulišić |           | 74' |
| M                | 10 | Darlington Nagbe  |           | 79' |
| Treinador:       |    |                   |           |     |
| Jürgen Klinsmann |    |                   |           |     |

| G              | 1  | David Ospina            |     |     |
| LD             | 4  | Santiago Arias          |     |     |
| Z              | 2  | Cristián Zapata         |     |     |
| Z              | 22 | Jeison Murillo          | 13' |     |
| LE             | 18 | Frank Fabra             |     |     |
| M              | 6  | Guillermo Celis         |     | 86' |
| M              | 16 | Daniel Torres           |     |     |
| M              | 11 | Juan Guillermo Cuadrado | 72' | 73' |
| M              | 10 | James Rodríguez         |     |     |
| M              | 8  | Edwin Cardona           |     |     |
| A              | 7  | Carlos Bacca            |     |     |
| Substituições: |    |                         |     |     |
| A              | 21 | Marlos Moreno           |     | 73' |
| A              | 9  | Roger Martínez          |     | 78' |
| M              | 15 | Stefan Medina           |     | 86' |
| Treinador:     |    |                         |     |     |
| José Pékerman  |    |                         |     |     |

| Homem do jogo: David Ospina Bandeirinhas: Richard Trinidad Luis Sánchez Quarto Árbitro: Yadel Martínez Quinto Árbitro: Gabriel Victoria |

## Final
| 26 de junho   | Argentina | 0 – 0 | Chile | MetLife Stadium, East Rutherford         |
| 20:00 (UTC−4) |           |       |       | Público: 82 026 Árbitro: BRA Héber Lopes |

|                                |       | Penalidades                              |  |
| Messi Mascherano Agüero Biglia | 2 – 4 | Vidal Castillo Aránguiz Beausejour Silva |  |

| Cores do Time · Cores do Time · Cores do Time · Cores do Time · Cores do Time | Argentina | Chile | Cores do Time · Cores do Time · Cores do Time · Cores do Time · Cores do Time |

| G               | 1  | Sergio Romero      |     |      |
| LD              | 4  | Gabriel Mercado    |     |      |
| Z               | 17 | Nicolás Otamendi   |     |      |
| Z               | 13 | Ramiro Funes Mori  |     |      |
| LE              | 16 | Marcos Rojo        | 43' |      |
| M               | 6  | Lucas Biglia       |     |      |
| M               | 14 | Javier Mascherano  | 37' |      |
| M               | 19 | Éver Banega        |     | 111' |
| A               | 10 | Lionel Messi       | 40' |      |
| A               | 9  | Gonzalo Higuaín    |     | 70'  |
| A               | 7  | Ángel Di María     |     | 57'  |
| Substituições:  |    |                    |     |      |
| M               | 5  | Matías Kranevitter | 94' | 57'  |
| A               | 11 | Sergio Agüero      |     | 70'  |
| M               | 18 | Érik Lamela        |     | 111' |
| Treinador:      |    |                    |     |      |
| Gerardo Martino |    |                    |     |      |

| G                  | 1  | Claudio Bravo         |          |      |
| LD                 | 4  | Mauricio Isla         |          |      |
| Z                  | 17 | Gary Medel            |          |      |
| Z                  | 18 | Gonzalo Jara          |          |      |
| LE                 | 15 | Jean Beausejour       | 52'      |      |
| M                  | 20 | Charles Aránguiz      | 69'      |      |
| M                  | 21 | Marcelo Díaz          | 16', 28' |      |
| M                  | 8  | Arturo Vidal          | 37'      |      |
| A                  | 7  | Alexis Sánchez        |          | 104' |
| A                  | 6  | José Pedro Fuenzalida |          | 80'  |
| A                  | 11 | Eduardo Vargas        |          | 109' |
| Substituições:     |    |                       |          |      |
| A                  | 22 | Edson Puch            |          | 80'  |
| M                  | 5  | Francisco Silva       |          | 104' |
| A                  | 16 | Nicolás Castillo      |          | 109' |
| Treinador:         |    |                       |          |      |
| Juan Antonio Pizzi |    |                       |          |      |

| Homem do Jogo: Claudio Bravo Bandeirinhas: Kléber Lúcio Gil Bruno Boschilia Quarto Árbitro: Roberto García Orozco Quinto Árbitro: José Luis Camargo |